# Saint-Benoît (Aude)
Saint-Benoît, auf Okzitanisch und Katalanisch: Sant Benaset, ist eine französische Gemeinde  mit 108 Einwohnern (Stand: 1. Januar 2022) im Département Aude in der Region Okzitanien. Sie gehört zum Kanton La Haute-Vallée de l’Aude und zum Arrondissement Limoux. Die Bewohner nennen sich Bénédiétins.
Nachbargemeinden sind Sonnac-sur-l’Hers im Nordwesten, Courtauly im Norden, La Bezole im Nordosten, Castelreng im Osten, Saint-Couat-du-Razès und Bourigeole im Südosten, Festes-et-Saint-André im Süden, Montjardin im Südwesten und Chalabre im Westen.

## Bevölkerungsentwicklung

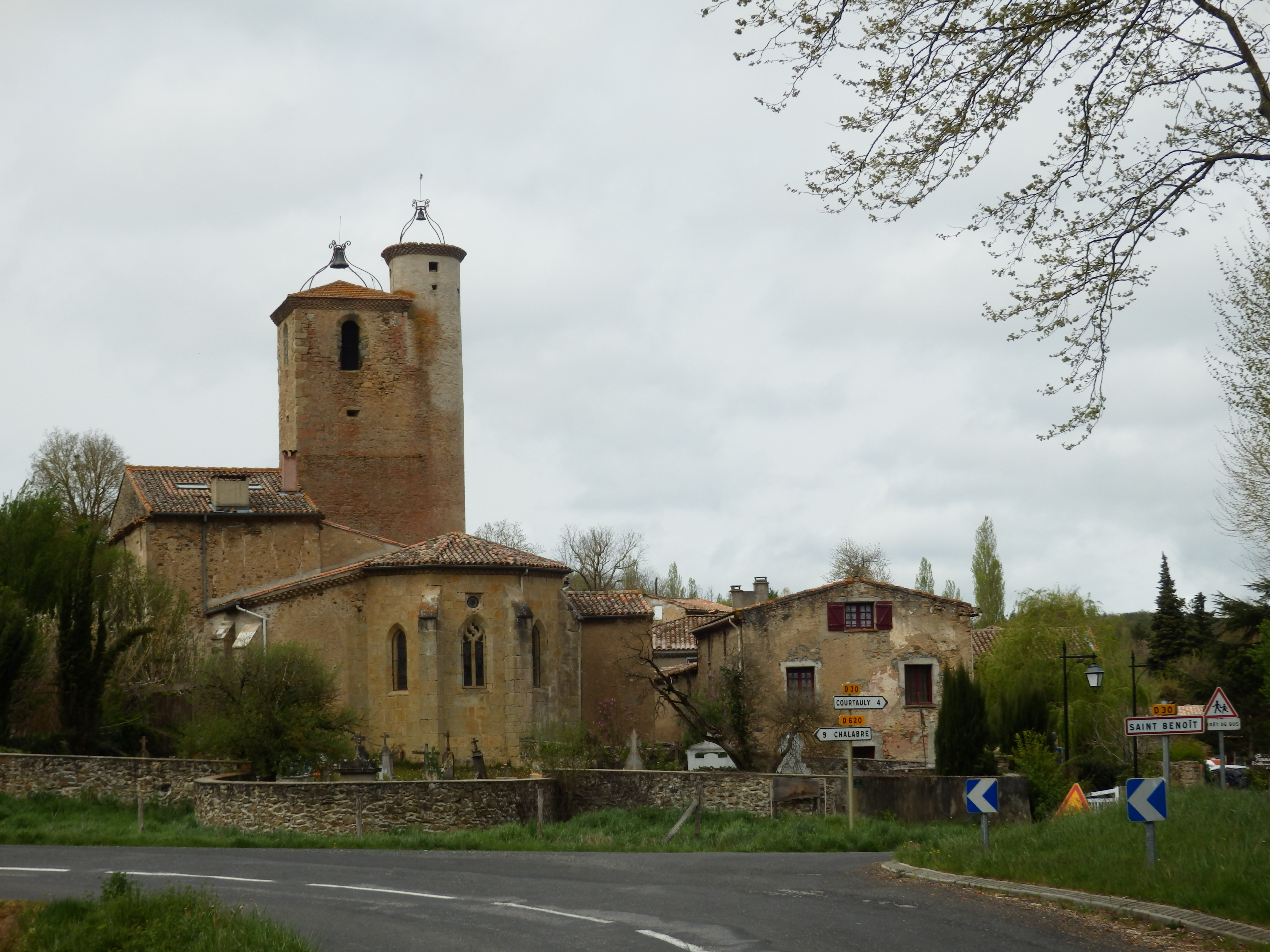
Kirche Sainte-Agathe un Saint-Benoît

| Jahr      | 1962 | 1968 | 1975 | 1982 | 1990 | 1999 | 2007 | 2015 |
| --------- | ---- | ---- | ---- | ---- | ---- | ---- | ---- | ---- |
| Einwohner | 84   | 68   | 56   | 89   | 90   | 106  | 112  | 103  |